# 2514 Taiyuan
2514 Taiyuan eller 1964 TA1 är en asteroid i huvudbältet som upptäcktes den 8 oktober 1964 av Purple Mountain-observatoriet i Nanjing, Kina. Den är uppkallad efter den kinesiska staden Taiyuan.
Asteroiden har en diameter på ungefär 8 kilometer.